# Azuara
Azuara és un municipi d'Aragó, situat a la província de Saragossa i enquadrat a la comarca del Camp de Belchite. És travessat pel riu Cámaras, però és un riu que baixa bastant sec i la majoria de terres de la població són de secà.